# (17694) Jiránek
17694 Jiranek (1997 ET1) – planetoida z pasa głównego asteroid okrążająca Słońce w ciągu 4,8 lat w średniej odległości 2,84 j.a. Odkryta 4 marca 1997 roku.